# Peraphyllum
Peraphyllum é um género botânico pertencente à família Rosaceae.